# Arthur Herman Holmgren
Arthur Herman Holmgren (Midvale, 18 de noviembre de 1912 - 1992) fue un botánico, y explorador estadounidense, profesor de botánica, en Utah State Agricultural College. Obtuvo una licenciatura de la Universidad de Utah en 1936, y su M.Sc. en USAC, en 1942.

## Algunas publicaciones
- -----------------, noel h. Holmgren. 1988. Euphorbia aaron-rossii (Euphorbiaceae), a new species from Marble and Grand Canyons of the Colorado River, Arizona. Ed. New York Botanical Garden. 6 pp.
- leila m. Shultz, arthur h. Holmgren. 1980. A new species of Townsendia (Asteraceae) from northern Arizona. Ed. New York Botanical Garden. 4 pp.
- 1977. Some intermountain endemics. Volumen 55 de Faculty honor lecture. Ed. Utah State Univ. 12 pp.

### Libros
- 1996. Mountain plants of Northeastern Utah. Volumen 506 de Utah Cooperative Extension Service HG series. Ed. Utah State Univ. 132 pp.
- 1972. Handbook of the vascular plants of the Northern Wasatch. 4ª ed. Utah State Agricultural college. 202 pp.
- arthur Cronquist, arthur h. Holmgren, noel h. Holmgren, james l. Reveal. 1972. Intermountain flora: vascular plants of the Intermountain West, U.S.A.: Geological and botanical history of the region, its plant geography and a glossary. The vascular cryptograms and the gymnosperms. Ed. Hafner Pub. Co. 270 pp.
- -------------, berniece a. Andersen. 1971. Weeds of Utah. Volumen 21 de Special report. Ed. Utah Agricultural Experiment Station. 115 pp.
- berniece a. Andersen, arthur h. Holmgren. 1970. Mountain plants of northeastern Utah. Volumen 319 de Extension circular. Ed. Utah State Univ. 142 pp.
- -------------, -------------. 1970. A beginner's guide to mountain flowers. Nº 355 de Utah Cooperative Extension Service New Circular Series. 60 pp.
- 1965. Identification key to common western grasses. 98 pp.
- 1962. The vascular plants of the Dinosaur National Monument. Ed. Utah State Univ. 42 pp.
- 1955. Portulacaceae of Nevada. Nº 36 de Contributions toward a flora of Nevada. Ed. Plant Industry Station. 36 pp.
- laurence alexander Stoddart, arthur h. Holmgren, c. wayne Cook. 1949. Important poisonous plants of Utah. Nº 2 de Special report. Ed. Agricultural Experiment Station, Utah State Agricultural College. 21 pp.
- arthur h. Holmgren, bassett Maguire. 1949. Noxious weeds of Utah farm lands. Volumen 123 de Circular. 48 pp.
- 1942. Handbook of the vascular plants of northeastern Nevada. Ed. Logan, Utah State Agricultural College & Experiment Station. 214 pp.

## Eponimia
Género
- (Onagraceae) Holmgrenia  W.L.Wagner & Hoch [2]

Especies
- (Araceae) Anthurium holmgrenii  K.Krause [3]
- (Arecaceae) Chamaedorea holmgrenii Burret[4]
- (Asteraceae) Taraxacum holmgrenii  G.E.Haglund [5]
- (Brassicaceae) Cardamine holmgrenii  Al-Shehbaz [6]
- (Polygonaceae) Eriogonum holmgrenii  Reveal [7]
- (Ranunculaceae) Aquilegia holmgrenii  S.L.Welsh & N.D.Atwood [8]
- (Rosaceae) Alchemilla holmgrenii  Rothm. [9]
- (Rubiaceae) Palicourea holmgrenii  Standl. [10]
- (Scrophulariaceae) Castilleja holmgrenii  J.M.Egger [11]
- (Zamiaceae) Dioon holmgrenii  De Luca, Sabato & Vázq.Torres [12]